# 天册
天册也是唐朝时董昌自立的年号顺天的另一种写法。
天册（275年—276年六月）又作天策，是三国时期孙吴的君主吳末帝孙皓的第六个年号，共计2年。
《三国志·吴书三》：“天册元年，吴郡言掘地得银，长一尺，广三分，刻上有年月字，於是大赦，改年。”
天册二年七月改元天玺元年。

## 改元
- 鳳凰四年——改元為天冊元年。[3][4][5]
- 天冊二年——七月，改元為天璽元年。[3][4][5]

## 紀年農曆對照表
| 西元  | 干支 | 紀年     | 正月   | 二月   | 三月   | 四月   | 五月   | 六月   | 七月   | 八月   | 九月   | 十月   | 十一月 | 十二月  | 閏月 |
| ----- | ---- | -------- | ------ | ------ | ------ | ------ | ------ | ------ | ------ | ------ | ------ | ------ | ------ | ------- | ---- |
| 275年 | 乙未 | 天冊元年 | 戊午小 | 丁亥大 | 丁巳小 | 丙戌大 | 丙辰小 | 乙酉大 | 乙卯大 | 乙酉小 | 甲寅大 | 甲申小 | 癸丑大 | 癸未小  |      |
| 275年 | 乙未 | 天冊元年 | 2/13   | 3/14   | 4/13   | 5/12   | 6/11   | 7/10   | 8/9    | 9/8    | 10/7   | 11/6   | 12/5   | 276/1/4 |      |
| 276年 | 丙申 | 天冊二年 | 壬子大 | 壬午小 | 辛亥大 | 辛巳小 | 庚戌大 | 庚辰小 |        |        |        |        |        |         |      |
| 276年 | 丙申 | 天冊二年 | 2/2    | 3/3    | 4/1    | 5/1    | 5/30   | 6/29   |        |        |        |        |        |         |      |

| 天册 | 元年     | 二年 |
| ---- | -------- | ---- |
| 西晋 | 咸寧元年 | 二年 |

## 参看
- 中國年號索引

## 外部連結
- 李崇智. . 北京: 中華書局. 2004年12月. ISBN 7101025129.
- 鄧洪波. . 臺北: 國立臺灣大學東亞經典與文化研究計劃. 2005年3月  [2021-11-26]. ISBN 9789860005189. （原始内容 (pdf)存档于2007-08-25）.

| 前一年號： 凤凰 | 孫吳年號 天冊 | 下一年號： 天玺 |